# نادي سيتاديلا
نادي تشيتاديلا (بالإيطالية: Associazione Sportiva Cittadella)‏ هو نادي كرة قدم إيطالي تم تأسيسه في سنة 1973، يتمركز النادي في بلدة سيتاديلا في إيطاليا، ينافس حالياً في الدوري الإيطالي الدرجة الثانية بعد أن صعد إليه في سنة 2002.

## وصلات خارجية
- الموقع الرسمي